# 市役所前停留場 (鹿児島県)
市役所前停留場（しやくしょまえていりゅうじょう）は、鹿児島県鹿児島市山下町にある鹿児島市電第一期線の停留場。かつては上町線も分岐していたが、1985年（昭和60年）10月1日に廃止された。

## 利用可能な鉄道路線
鹿児島市電
- 鹿児島市電1系統
- 鹿児島市電2系統

## 歴史
- 1914年（大正3年）10月26日：不断光院停留場として開業[2]。
- 1921年（大正10年）頃：桟橋通停留場に改称[2]。
- 年月日不明 - 休止[2]。
- 1948年（昭和23年）12月28日：営業を再開[2]。同時に上町線の朝日通 - 七高前間が市役所前 - 七高前の新線に移行し、上町線の起点となる[1]。
- 1956年（昭和31年）5月19日：市役所前停留場に改称[2]。
- 1985年（昭和60年）10月1日：上町線廃止。2系統は当停留場発着となる。

## 構造
- 2面2線の相対式ホーム。各ホームは電車が通過しない限りいつでも行き来できる。両ホームに電車接近表示機があり、アナウンスが行われる。系統によってホームが分かれているのではなく、進行方向によって分かれている。
- 両ホームとも車椅子の使用は可。但し、電動車椅子はホーム幅が規定に足りないため不可。

- 1系統－天文館、郡元、脇田、谷山方面
- 2系統－天文館、鹿児島中央駅、神田（交通局前）、郡元方面
- 1系統－鹿児島駅方面
- 2系統－鹿児島駅方面

## 利用状況
| 年度   | 1日平均 乗降人員 |
| ------ | ---------------- |
| 2011年 | 1,260            |
| 2012年 | 1,283            |
| 2013年 | 1,305            |
| 2014年 | 1,332            |
| 2015年 | 1,378            |

## 上町線について
かつては鹿児島本線をオーバークロスし、鹿児島市清水町の清水町停留場まで行く旧2系統の上町線が当停留場から分岐していたが、国道の渋滞緩和策によって1985年10月1日に廃止となっている。現在は代替路線として路線バスが通っている。
旧2系統の上町線は市役所前停留場 - 郡元停留場間は現在の2系統と同じところを運行していた。そのため、上町線が廃止になった際にできた現2系統（鹿児島中央駅前・唐湊経由線）は、市役所前停留場を起点、終点としていた。その際には鹿児島駅前停留場まで行く1系統（騎射場・南鹿児島駅前経由線）に道を空けるために、市役所前停留場の分岐点の上町線側を私学校跡停留場付近まで1線だけ少し残しておき、そこを引込み線としていた。1991年に鹿児島駅前停留場のホームが3線になった際に現2系統も鹿児島駅前まで延長された。それと同時に引込み線も撤去された。

## 周辺

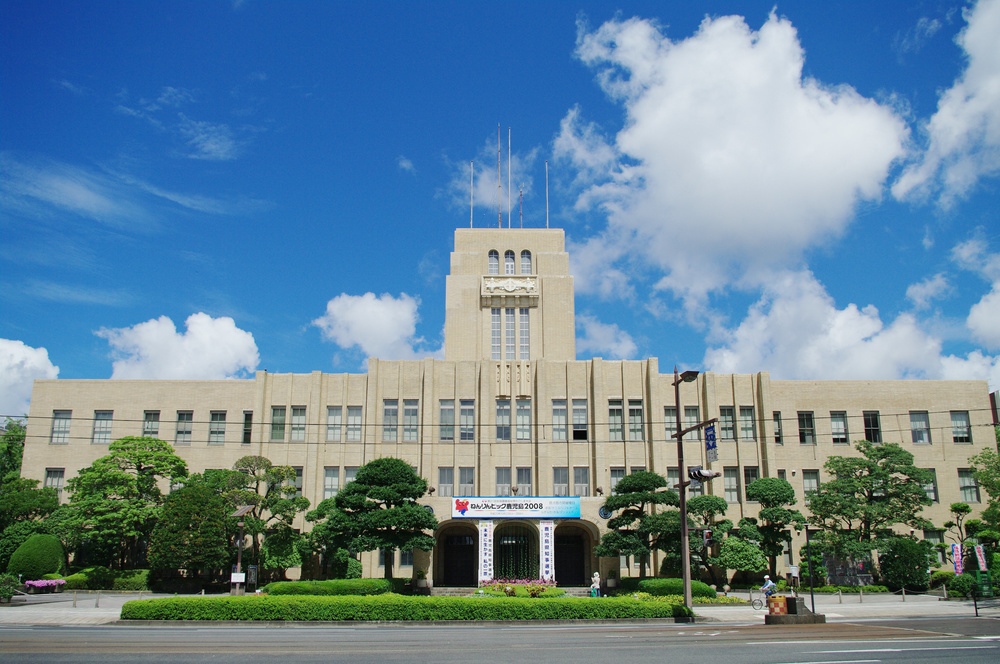
市役所前停留場周辺の様子。奥に見えるのが鹿児島市役所。

高台以外で鹿児島湾や桜島に最も近い市街地である。
官公庁
- 鹿児島市役所

1998年に本館は国の有形重要文化財に指定された。
- 合同庁舎
- 鹿児島県立図書館
- 鹿児島県歴史資料センター黎明館 - 鶴丸城跡に位置している。
- 県消費生活センター
- 東部保健センター
- 消防会館
- 県民交流センター・県政記念館

19世紀末建造の旧鹿児島県庁舎の本館エントランスを移築・改修した建物。
- 鹿児島地方検察庁
- 鹿児島地方裁判所(鹿児島家庭裁判所・鹿児島簡易裁判所併設）
- NHK鹿児島放送局

企業
港町らしく海運業者を中心に本社が多い。
- いわさきコーポレーション本社
- 琉球海運鹿児島支店
- 豊産業本社

和洋折衷の古い建物を現在も改修して使っている。
公園
- みなと大通り公園

幅員50mのみなと大通りの中央のグリーンベルトに設けられている遊歩道風の公園。公園内のランドマークシンボルとしてヘンリームーアのオブジェが設置されている。年末は街路樹のケヤキのイルミネーションでも有名となっている。この通りは鹿児島市交通局の路線バスの一部が折り返し地点並びに始発として利用している。
商業施設
- ドルフィンポート
- 名山堀飲食街

鹿児島市役所の向側の街区にある。
ホテル
- アクアガーデンホテル福丸

医療機関
- 福崎医院
- チャイムビル

医院や歯科などが多数入居する。
- 国立病院機構鹿児島医療センター

敷地は私学校跡であり周囲の石垣には西南戦争の城山総攻撃時の弾痕が未だに多数見られる。
その他
- 鹿児島港

総延長約20数kmに亘る港の基点で24時間運航の桜島フェリーを始め、離島航路の旅客ターミナルが再開発エリアに集中する。
- 肝付屋敷跡

市役所並びの城山第二ビルがあるところ（今のところは特に表示板等は存在しない）江戸時代に薩摩藩内の喜入領主であった肝付氏の屋敷跡。明治維新の立役者小松清廉（帯刀）の生家。

## バス路線
鹿児島交通と鹿児島市営バス、南国交通、JR九州バス（北薩線）が市役所前バス停から発着している。
（下記は各系統の行先）
市役所前バス停
| 市役所前バス停（上り） |                        |                  |            |
| 種別・系統番号         | 経由地                 | 行先             | 運行       |
| 1                      | 水族館口               | 鹿児島駅前       | 鹿児島交通 |
| 2                      | 水族館口               | 水族館前         | 鹿児島交通 |
| 2                      | 水族館口               | 鹿児島駅前       | 鹿児島交通 |
| 4                      | 水族館口               | 鹿児島駅前       | 鹿児島交通 |
| 6-3                    | 水族館口               | 鹿児島駅前       | 鹿児島交通 |
| 11                     | 水族館口               | 鹿児島駅前       | 鹿児島交通 |
| 15                     |                        | 水族館前         | 鹿児島交通 |
| 16                     | 水族館口               | 鹿児島駅前       | 鹿児島交通 |
| 17                     | 水族館口               | 鹿児島駅前       | 鹿児島交通 |
| 19                     | 水族館口               | 鹿児島駅前       | 鹿児島交通 |
| 23                     | 水族館口               | 鹿児島駅前       | 鹿児島交通 |
| 市役所前バス停（下り） |                        |                  |            |
| 種別・系統番号         | 経由地                 | 行先             | 運行       |
| 3                      | 鹿児島中央駅・オプシア | 鴨池港           | 鹿児島交通 |
| 3                      | 鹿児島中央駅・紫原中央 | 鴨池港           | 鹿児島交通 |
| 6-2                    | 新和田橋・慈眼寺公園前 | 慈眼寺団地       | 鹿児島交通 |
| 6-3                    | 県庁前・新和田橋       | 慈眼寺団地       | 鹿児島交通 |
| 9                      | 騎射場・日之出町       | 紫原             | 鹿児島交通 |
| 15                     | 市営プール前・郡元     | 紫原             | 鹿児島交通 |
| 15                     | 市営プール前・郡元     | 西紫原中学校下   | 鹿児島交通 |
| 15                     | 市営プール前・郡元     | 西紫原中学校前   | 鹿児島交通 |
| 15-2                   | 鹿児島中央駅           | 紫原             | 鹿児島交通 |
| 15-3                   | 市営プール前・郡元     | 広木農協前       | 鹿児島交通 |
| 18                     | 鹿児島中央駅・桜ヶ丘   | 市役所前（循環） | 鹿児島交通 |

市役所前バス停

### 鹿児島市営バス
| - 11番 (鴨池・冷水線) - 12番 (海岸線) - 16番 (鴨池港・文化ホール線) - 16番-2 (鴨池港・文化ホール(中央駅経由)線) | - 24番 (伊敷線) - 24番-2 (伊敷(西伊敷四丁目経由)線) - 31番 (玉里・三和町線) - 32番 (城山・三和町線) - 51番 (薩摩団地線) |

### 南国交通
- N32番 (清水・常盤線)
- N36番 (吉野(東高校下経由)線)
- N36番-2 (吉野(せばる団地経由)線)
- N36番-3 (吉野(葛山行き)線)
- N41番 (永吉線)
- N42番 (葛山線)
- N46番 (明和線)
- N46番-2 (明和(原良経由)線)
- N46番-3 (明和(小野四丁目経由)線)

### 鹿児島交通
- 12番 (天保山線)
- 26番 (唐湊線)

### JR九州バス
- 北薩線
  - 鹿児島駅方面
  - 鹿児島中央駅・薩摩郡山・入来・宮之城方面

| 系統 番号 | 経由地                 | 行先               | 運行       |
| --------- | ---------------------- | ------------------ | ---------- |
| [市3]     | 竪馬場                 | 交通局北営業所前   | 鹿児島市営 |
| [市4]     | 玉里町                 | 交通局北営業所前   | 鹿児島市営 |
| [N1]      | 鹿児島駅前・無線前     | 花棚               | 南国交通   |
| [N1]      | 鹿児島駅前・無線前     | 下花棚             | 南国交通   |
| [N1]      | 鹿児島駅前・無線前     | 吉田インター前     | 南国交通   |
| [N1-2]    | 吉田インター前         | 宮之浦団地北       | 南国交通   |
| [N1-3]    | 吉田インター前         | 本城               | 南国交通   |
| [N1-4]    | 吉田インター前         | イオンタウン姶良前 | 南国交通   |
| [N1-5]    | 吉田インター前         | 教育センター前     | 南国交通   |
| [N2]      | 鹿児島駅前             | 旭ヶ丘中央         | 南国交通   |
| [N3]      | 鹿児島駅前・中別府     | 吉野公園           | 南国交通   |
| [N4]      | 鹿児島駅前・中別府     | 吉野ゴルフ場       | 南国交通   |
| [N5]      | 鹿児島駅前・無線前     | 中別府団地         | 南国交通   |
| [N6]      | 鹿児島駅前・無線前     | 宮之浦団地北       | 南国交通   |
| [N7]      | 竪馬場・緑ヶ丘団地入口 | 本城               | 南国交通   |

| 系統 番号 | 経由地                   | 行先             | 運行       |
| --------- | ------------------------ | ---------------- | ---------- |
| [市1]     | 加治屋町                 | 交通局北営業所前 | 鹿児島市営 |
| [市3]     | 金生町・天文館           | 鹿児島中央駅     | 鹿児島市営 |
| [市5]     | 鹿児島中央駅             | 交通局北営業所前 | 鹿児島市営 |
| [市5-2]   | 加治屋町                 | 玉里団地北       | 鹿児島市営 |
| [市5-3]   | 加治屋町・さつま団地入口 | 交通局北営業所前 | 鹿児島市営 |
| [市8]     | 鹿児島中央駅             | 交通局北営業所前 | 鹿児島市営 |
| [N1]      | 金生町・天文館           | 鹿児島中央駅     | 南国交通   |
| [N1-2]    | 金生町・天文館           | 鹿児島中央駅     | 南国交通   |
| [N1-3]    | 金生町・天文館           | 鹿児島中央駅     | 南国交通   |
| [N1-4]    | 金生町・天文館           | 鹿児島中央駅     | 南国交通   |
| [N1-5]    | 金生町・天文館           | 鹿児島中央駅     | 南国交通   |
| [N2]      | 金生町・天文館           | 鹿児島中央駅     | 南国交通   |
| [N3]      | 金生町・天文館           | 鹿児島中央駅     | 南国交通   |
| [N4]      | 金生町・天文館           | 鹿児島中央駅     | 南国交通   |
| [N5]      | 金生町・天文館           | 鹿児島中央駅     | 南国交通   |
| [N6]      | 金生町・天文館           | 鹿児島中央駅     | 南国交通   |
| [N7]      | 金生町・天文館           | 鹿児島中央駅     | 南国交通   |

## 隣の停留場
鹿児島市交通局
鹿児島市電1系統・2系統
水族館口停留場 - 市役所前停留場 - 朝日通停留場